# Жилая архитектура Византии
Жилая архитектура Византии (др.-греч. οἰκία) изучает дома, дворцы и особняки в контексте общих проблем архитектуры Византии, а также для углубления понимания повседневной жизни византийцев. Выделяют три периода в развитии византийской жилой архитектуры. На раннем этапе (до конца VI века) жилые дома в Византии строили по образцу римских вилл, в дальнейшем жилища становились меньше и проще.

## Состояние исследований
Как отмечает греческий историк архитектуры Хараламбос Бурас, нельзя утверждать, что существовал какой-то определённый тип жилища византийцев, поскольку в разные эпохи и в разных частях империи они существенно различались. Тем не менее в рамках господствующего в историографии XIX века мнения о Византии, как отсталой упадочнической стране, их изучению долгое время не уделялось внимания. Вплоть до 1970-х годов единственной обобщающей работой на данную тему была книга французского генерала Леона де Бейлье L’habitation byzantine (1902—1903), опиравшаяся на иллюстрации из рукописей и полностью игнорировавшая археологические данные. Некоторые из рассмотренных де Бейлье примеров, в частности, дома генуэзцев в Галате, сейчас не относят к византийской архитектуре. Вышедшее в 1937 году исследование Анастасиоса Орландоса было посвящено исключительно домам и дворцам Мистры, а посвящённые постройке и обустройству домов главы в фундаментальном обзоре византийской повседневности Федона Кукулеса (Βυζαντινῶν βίος καὶ πολιτισμός, в 6 томах, 1947—1955) опирались преимущественно на письменные источники. В середине XX века важные археологические сведения были собраны Робертом Скрэнтоном (Robert Scranton) для Коринфа и Жоржем Чаленко для северной Сирии. В ходе раскопок в Малой Азии были собраны важные сведения о жилой застройке — Вольфгангом Радтом в Пергаме и Мартином Харрисоном в Ликии. В Греции известно не более 120 хорошо сохранившихся домов X—XV веков, поскольку на начальном этапе развития археологии византийский культурный слой был во многих местах повреждён или уничтожен.
К настоящему времени существует мало обобщающих исследований на тему жилой архитектуры Византии. Работы Татьяны Кировой (Tatiana Kirova, Il problema della casa Bizantina, 1971) и Х. Бураса критиковались за свою неполноту и ограниченность охвата. Попытки выделить общие черты византийского дома затруднены скудостью доступных для изучения примеров. В ряде современных работ привлекались сведения из юридических и агиографических источников. Полезность использования иллюстраций из рукописей для установления пропорций зданий, по мнению Х. Бураса, сомнительна. Сербский архитектор Александр Дероко высказал предположение о преемственности османской архитектуры от византийской. Приводя как показательный пример постройки Афона, Дероко в качестве характерных черт византийского дома указал использование заполненного разнообразным строительным материалом деревянного каркаса, а не кирпича и камня, как в Мистре. По используемым материалам Дероко различал дома и дворцы — первые строили из дерева, вторые из камня. Напротив, турецкий теоретик архитектуры Седат Хаккы Эльдем скептически относился к теории об эволюции византийского дома в османский, поскольку состояние сохранившихся построек не даёт возможности делать такие выводы.
Вспомогательное значение имеют нарративные источники. Кодексы Феодосия и Юстиниана устанавливали правила постройки и перестройки домов. Местное регулирование существовало, как минимум, в Константинополе и Византийской Палестине. Много внимания жилому строительству уделено в Прохироне Василия I и в «Шестикнижии» Константина Арменопула.

## Общее развитие

### От римского дома к позднеантичному и византийскому
В период поздней Римской империи существовали жилые дома двух типов — многоэтажные многоквартирные инсулы и частные резиденции (лат. domus). Кроме относящихся к Константинополю, упоминаний в нарративных источниках об В период поздней Римской империи существовали жилые дома двух типов — многоэтажные многоквартирные инсулы и частные резиденции (лат. domus). Кроме относящихся к Константинополю, упоминаний в нарративных источниках об инсулах в Византии не известно. Классический римский домус имел перистиль — окружённый колоннами двор. В середине IV века они использовались по всей империи в качестве жилища аристократии. С упадком античного полиса такие дома перестали строить, но на востоке империи перистиль применялся дольше, чем на западе. Последними известными домами такого типа считаются известные своими мозаиками вилла Фалконера в Аргосе (530—550-е годы) и дом в арголидской Гермионе (конец VI века). Одной из характерных особенностей перистильных особняков было наличие места для приёма гостей или проведения аудиенций. Напротив главного входа мог находиться триклиний, где обедали с друзьями или членами семьи. В случае отсутствия отдельных залов для приёмов и парадных обедов, их заменял триклиний. Типичный пример триклиния с триконхом обнаружен в ливийской Птолемаиде. Нововведением ранневизантийского периода стало появление апсид в триклиниях. По причине отсутствия чётко идентифицируемых правительственных зданий, исследователи предполагают, что административная и бюрократическая деятельность происходила в жилых кварталах. В отдельную категорию выделяют резиденции губернатора (преторий) и епископа. Известно более 20 перистильных домов в Фессалониках и Афинах, по 5—7 в Стоби, Эфесе и Афродизиасе.
Для объяснения причин исчезновения классического римского дома к середине VI века историки предлагают различные «теории катастроф» — нашествия варваров, землетрясения или эпидемии, либо рассматривают его в контексте процесса упадка полиса. В IV веке перестали использоваться по первоначальному назначению языческие храмы, снизилась роль традиционных общественных пространств — форумов, рынков и бань. Между 300 и 500 годами площади были застроены маленькими домами в Эфесе, Кирене и Салоне, несколько позже в Тасосе и Тубурбоне. В правление Феодосия II (402—450) был издан ряд законов с целью воспрепятствовать деградации облика городов, но внимание уделялось прежде всего внешнему виду общественных сооружений. Внутренняя планировка не так заботила законодателя, но, насколько можно судить по археологическим данным, разделение на помещения меньшего размера происходило по определённым правилам. Наиболее распространённой архитектурной закономерностью было выделение помещений между колоннами в портиках и разделение перистильного дома на блоки. Хорошо изученным примером такого рода является городская вилла или небольшой дворец в Сирмии, в котором на протяжении более столетия с середины III века выделялись дополнительные комнаты и добавлялись пристройки. Аналогичные изменения происходили с палестрами бань и колоннадами гражданских базилик. Менее изучена судьба театров, стадионов и амфитеатров. В целом явление связывают с нежеланием декурионов исполнять обязанности по организации местного самоуправления и их бегством из городов.

### Средневизантийский дом
Одновременно с ухудшением качества городской застройки улучшалась сельская. В средневизантийский период увеличилось количество сельских усадьб аристократии, постепенно покидающей города. Из письменных источников известно, что они могли быть очень роскошными, позволяя аристократам принимать у себя даже императора.
В средневизантийский период получили распространения два типа организации дома — с двором и «линейный». В первом случае территория дома представляла собой блок из 9 ячеек, с двором в центре и жилыми помещениями по периметру, во втором вместо изолированного двора имеется сквозной проход. Выбор того или иного варианта определялся, по-видимому, совокупностью множества социальных и символических факторов, взаимозависимостью между понятиями дома, домохозяйства и семьи. Расположенные вокруг двора комнаты, как правило малы, варьируясь от 4 до 20 м², и изолированы друг от друга. В их расположении нельзя выделить какую-либо чётко выраженную закономерность, кроме общего стремления уменьшить соприкосновение с внешним миром. Археологические данные не позволяют надёжно установить назначение каждого из помещений, но считается, что некоторая специализация имела место.
Руины домов среднего и позднего периодов сохранились плохо, поскольку в значительной степени были разрушены при раскопках более древних слоёв. Тем не менее можно утверждать, что дома, созданные после периода «тёмных веков», значительно отличаются от более ранних, прежде всего, отсутствием перистиля. Одной из наиболее распространённых планировок, примеры которой обнаружены в Коринфе, Афинах, Пергаме и других городах, включала прямоугольное строение с открытым двором в центре и, возможно, с навесом. Двор и примыкающие к нему постройки могли использоваться для хранения сельскохозяйственной продукции, как конюшни или мастерская (эргастирий). Во дворах домов, раскопанных в Коринфе, обнаружены колодцы и печи для выпекания хлеба. Хорошо изучены дома средневекового Пергама, который был покинут турками и потому хорошо сохранился. Дворы пергамских домов были скорее похожи на сад с утоптанной землёй, отделённый от улицы высокой стеной; в них выходил главный и, как правило, единственный вход в дом. Жилая архитектура Пергама достаточно многообразна, и немецкий археолог Клаус Райдт выделил более десяти типов их планировок. В большинстве своём дома были устроены очень скромно. Внешние и внутренние стены домов были сложены из скреплённого грязью щебня, односкатные крыши покрывали черепицей. Многие дома имели цистерны или вкопанные в землю кувшины из обожжённой глины. Дверные проёмы имели деревянные притолоки и каменные пороги, сами двери имели одну деревянную створку.

### Поздневизантийский дом
Для изучения поздневизантийской жилой архитектуры наиболее интересна столица Мореи Мистра. Город был основан только в середине XIII века и изначально предполагался как административный и культурный центр. Благодаря высокому качеству строительства многие дома там сохранились практически полностью, за исключением полов и крыш. Как правило, дома Мистры, помимо наземного этажа, имели ещё один, реже два уровня. Нижний этаж мог иметь подвал, тогда как верхний обычно включал либо одно большое помещение для отдыха, «триклиний», либо несколько разделённых камышовыми перегородками комнат. Планировка домов сильно зависела от рельефа, и в классификации А. Орландоса выделяют три основных типа: вытянутые вдоль холма «небольшие дворцы», прямоугольные здания с длинной стороной в направлении спуска холма и дома с арочным фасадом.
Несмотря на то, что в XIX веке Мистра сильно пострадала при строительстве новой Спарты, в городе сохранилось в хорошем состоянии много домов 1300—1770-х годов. С 1930-х годов дома Мистры интенсивно изучают и реставрируют, и благодаря исследованиям А. Орландоса Мистра считается типичным примером поздневизантийского города. По мнению современного американского археолога К. Курелиса, такое представление не соответствует исторической реальности, а является обусловленным историческими обстоятельствами воображаемым конструктом. Фундаментальной проблемой подхода Орландоса и его последователей Курелис называет опирающийся на отдельные архитектурные элементы подход к датировке сооружений при том, что отдельные дома были заселены и перестраивались вплоть до начала XX века.

## Сельский дом
Сведения о византийских жилищах касаются преимущественно городских домов и дворцов знати; крестьянские дома в сельской местности плохо документированы текстами и раскопаны лишь в немногих регионах. Материалы постройки определялись местной традицией: камень, кирпич, дерево или обмазанные глиной тростниковые плетни. Типичный дом обычно состоял из двух-трёх помещений: одно с очагом служило кухней и спальней, другое использовалось для хранения зерна и вина в больших пифосах. Иногда встречались двухэтажные строения, где жилое пространство располагалось наверху, а нижний этаж вмещал пифосы, орудия труда и даже животную мельницу. Дома имели земляные полы и соломенные крыши; керамическая черепица применялась редко. Простота строительства крестьянских домов отражена в типиконе монастыря Космосотейра. Автор документа, севастократор Исаак Комнин, описывая владения, пожертвованные монастырю, включая хорион Неокастрон, размышлял о переносе поселения ближе к обители. Исаак не видел проблемы в физическом перемещении самих домов.
Планировка дома могла быть прямоугольной или неправильной, особенно при наличии пристроек. Интерьер отличался скудостью; сохранившиеся завещания и монастырские описи XI—XV веков упоминают иконы, книги и сосуды, но умалчивают о деревянных кроватях, столах и скамьях. Даже аскеты в кельях имели лишь кровать и стол, иногда без икон. Кровати, служившие также для сидения и трапез, представляли собой деревянные рамы на козлах с натянутыми верёвками или цепями, поддерживавшими матрас из тростника, соломы или шерсти. Столы получили большее распространение в Византии, чем в Риме, особенно после X века, когда обычай возлежания за трапезой сменился сидением. Известны описания и образцы дорогих столов (например, стол с инкрустированной мраморной столешницей из трапезной Неа-Мони на Хиосе), но они относятся к быту знати. Наличие у крестьян письменных столов или складных столов, известных по миниатюрам, сомнительно.

## Археологические данные
Знания об архитектуре жилищ византийцев среднего достатка ограничены небольшим числом объектов, раскопанных в городах Греции. В Афинах они образовывали блоки приблизительно квадратной формы с двором в центре. Дома, обнаруженные на Агоре, с одной стороны, демонстрируют непрерывность заселения места, а с другой — неотличимы от построенных до нашей эры аналогичных построек в римской Месопотамии. Жилая монастырская застройка в Греции сохранилась лучше и более монументальна. Кафоликон Осиос-Мелетиос (XI век) находится внутри замкнутого одноэтажного трапецеидального ряда строений, включающего жилые помещения, мастерские, склады и конюшни. В других монастырях встречаются многоэтажные жилые корпуса.
Исходя из имеющихся археологических данных, для восточной Анатолии выделяют два периода в истории жилого строительства: ранний (до начала VII века) и поздний (X—XIV века), поскольку для эпохи «Тёмных веков» (VII—IX века) остатков домов обнаружено крайне мало. Большинство домов раннего периода имеют перистильную планировку, то есть жилые помещения строили по сторонам окружённого колоннадами прямоугольного внутреннего двора-атриума. Перистиль появился в Малой Азии в эллинистическую эпоху, и к концу IV века большинство домов было перестроено таким образом. Согласно Витрувию, среди них выделяют несколько подтипов: регулярный перистиль с четырьмя портиками равного размера, родосский с одним более высоким портиком и неполный, без портика с одной или двух сторон. Дома всех таких типов, а также более редкий вариант без портиков, когда жилые комнаты выходили непосредственно во двор, обнаружены при раскопках в Эфесе. Большие дома, чья площадь достигала 1000 м², богато декорированы мозаиками и фресками, их стены облицованы мрамором. В богатых домах делали полы с подогревом, в них имелись бани и туалеты, кухни, фонтаны и прочие удобства. Как правило, такие дома имели второй этаж, на который вели лестницы с перилами. С VII века центр жизни в домах сместился из атриума к галереям второго этажа, где принимали гостей. Вероятно, в конце V века многие большие дома были разделены на небольшие апартаменты и проданы или сданы в аренду. Вследствие притока населения в города люди селились и в неиспользуемых более общественных зданиях, например, агорах и палестрах. Так, после прекращения эксплуатации по прямому назначению была заселена палестра гимнасия в Сардах. Тогда же началось заселение некоторых каппадокийских подземных комплексов. В архитектурном отношении пещерные дома Каппадокии часто сопоставляют с античными перистильными домами, поскольку в них комнаты выстроены так же вокруг двора. Тем не менее между ними есть разница, поскольку в Каппадокии дворы располагаются существенно ниже фасада дома. Сочетание низкого двора и высокого фасада часто встречается у сельских домов в Анатолии начиная с ранневизантийской эпохи.